# Podsreće
Podsreće falu Horvátországban Pozsega-Szlavónia megyében. Közigazgatásilag Bresztováchoz tartozik.

## Fekvése
Pozsegától légvonalban 14, közúton 20 km-re, községközpontjától légvonalban 10, közúton 14 km-re északnyugatra, Szlavónia középső részén, a Pakrácról Pozsegára menő főúttól keletre, Orjava és Milivojevci között, az Orljava bal partján fekszik.

## Története
A „Duljjine” és „Rovine” nevű lelőhelyek leletei alapján a település területe már az ókorban lakott volt. A középkorban „Poczretya”, „Pochretia” néven 1422-ben említik először Orjava várának tartozékaként. A Kórógyiak, majd a Rozgonyiak, Csupor Miklós és Héderváry Ferenc voltak a földesurai. A török 1536 körül foglalta el. A török uralom idején Boszniából érkezett pravoszláv vlachok telepedtek meg itt. 1698-ban „Podszerdye” néven 4 portával szerepel a török uralom alól felszabadított szlavóniai települések összeírásában. Az első katonai felmérés térképén „Dorf Podszrecse” néven látható. Lipszky János 1808-ban Budán kiadott repertóriumában „Podszreche” néven szerepel. Nagy Lajos 1829-ben kiadott művében „Podszreche” néven 14 házzal és 121 ortodox vallású lakossal találjuk. 1857-ben 106, 1910-ben 184 lakosa volt. 1910-ben a népszámlálás adatai szerint teljes lakossága szerb anyanyelvű volt. Pozsega vármegye Pozsegai járásának része volt. Az első világháború után 1918-ban az új szerb-horvát-szlovén állam, majd később (1929-ben) Jugoszlávia része lett. 1991-ben teljes lakosságának 95%-a szerb nemzetiségű volt. 2011-ben 34 lakosa volt.

## Lakossága
| Lakosság változása | Lakosság változása | Lakosság változása | Lakosság változása | Lakosság változása | Lakosság változása | Lakosság változása | Lakosság változása | Lakosság változása | Lakosság változása | Lakosság változása | Lakosság változása | Lakosság változása | Lakosság változása | Lakosság változása | Lakosság változása |
| ------------------ | ------------------ | ------------------ | ------------------ | ------------------ | ------------------ | ------------------ | ------------------ | ------------------ | ------------------ | ------------------ | ------------------ | ------------------ | ------------------ | ------------------ | ------------------ |
| 1857               | 1869               | 1880               | 1890               | 1900               | 1910               | 1921               | 1931               | 1948               | 1953               | 1961               | 1971               | 1981               | 1991               | 2001               | 2011               |
| 106                | 108                | 123                | 150                | 170                | 184                | 188                | 217                | 186                | 178                | 169                | 125                | 124                | 109                | 21                 | 34                 |